# Andreas Poiger
Andreas Poiger (* 4. April 1968 in Wien) ist ein ehemaliger österreichischer Fußballspieler.
Die Profikarriere des torgefährlichen Abwehrspielers war eng mit Hans Krankl verbunden, unter dem er bei insgesamt drei verschiedenen Vereinen spielte.

## Vereinskarriere
Poiger feierte am siebten Spieltag der Spielzeit 1987/88 sein Profidebüt, unter dem zuvor neuverpflichteten Trainer Franz Hasil für den Wiener Sport-Club. Der WSC war unter Ernst Hlozek mit zwei Niederlagen und zwei Unentschieden schwach in die Saison gestartet, woraufhin Hasil einige signifikante Änderungen innerhalb der Mannschaft vollzog. Unter anderem installierte er, auch bedingt durch die Verletzung von Abwehrchef Søren Busk, die beiden 19-jährigen Oliver Prudlo und Poiger als etatmäßige Manndecker. Beide konnten in Folge überzeugen und stabilisierten die Defensive, wobei Prudlo seinen Stammplatz nach der Rückkehr von Busk wieder verlor und an Vorwärts Steyr verliehen wurde, während Poiger in der ersten elf verblieb. Die Mannschaft rund um Altstar Hans Krankl, schaffte es als Tabellenachter im Grunddurchgang ins Meister-Playoff, wo man sich jedoch nicht mehr verbessern konnte. Trotz der Abgänge von Krankl und Felix Gasselich zur Folgespielzeit konnte der WSC seine Vorsaison prolongieren und schaffte es abermals als Tabellenachter in die Meisterrunde, wo man als Tabellensechster lediglich knapp an der Qualifikation für den UEFA-Pokal scheiterte. Poiger war trotz seines jungen Alters weiterhin als Manndecker gesetzt. In der Spielzeit 1989/90 war er in den ersten sechs Runden für den WSC aktiv, ehe er als Wunschspieler vom neubestellten Trainer Hans Krankl gemeinsam mit Andreas Reisinger und Christian Keglevits zum SK Rapid Wien geholt wurde.
In seinem ersten Jahr in Hütteldorf war er gemeinsam mit Franz Resch lediglich Einwechselspieler für den Abwehrstamm mit Reinhard Kienast, Robert Pecl und Peter Schöttel und kam lediglich 18 Mal zum Einsatz. Die Saison verlief mit Tabellenendrang drei hinter Meister FC Swarovski Tirol und dem ewigen Rivalen FK Austria Wien ernüchternd, zudem verlor man das Finale des ÖFB-Cup 1990 nach einem 1:1-Unentschieden in der regulären Spielzeit mit 1:3 nach Verlängerung gegen die Austria. Poiger kam im Finale über die volle Distanz zum Einsatz. Durch eine Systemumstellung auf vier Abwehrspieler in der Spielzeit 1990/91 avancierte er zum Stamm- und in weiterer Folge Nationalspieler. Die Saison verlief mit Tabellenendrang vier enttäuschend, als einziges Saisonhighlight galt der 2:1-Heimsieg über den späteren UEFA-Cup-Sieger Inter Mailand, in dessen Verlauf Poiger den italienischen Stürmerstar Aldo Serena vollkommen aus dem Spiel nehmen konnte. Im Cup erreichte man abermals das Endspiel, wo man aber mit 1:2 dem damaligen Zweitligisten SV Stockerau unterlag und damit eine der größten Niederlagen in der Vereinsgeschichte einheimste. Während der Saison 1991/92 verletzte sich Poiger Mitte der Hinrunde schwer und kam erst wieder im April des Folgejahres zurück in den Kader, um nach vier Spielen abermals bis zum Saisonende auszufallen. Da auch Robert Pecl und Reinhard Kienast lange fehlten musste Krankl die Abwehr umbauen und forcierte notgedrungen den Einbau der beiden Talente Herbert Gager, Christian Salaba und Martin Puza, die die Stammformation jedoch nicht gleichwertig ersetzen konnten. Mit dem abermals enttäuschenden Tabellenplatz fünf im Meister Play-Off noch hinter Admira/Wacker, war man stark hinter den Erwartungen geblieben, im Cup kam man nicht über das Achtelfinale hinaus. Als Konsequenz musste Trainer Krankl zum Saisonende gehen, der durch Gustl Starek ersetzt wurde. Unter Starek verlor er in Folge seinen Stammplatz an Michael Hatz und Patrick Jovanovic, kam lediglich 13 Mal zum Einsatz, wobei er nur 7 Mal in der Stammformation stand. Zwar schaffte er es mit dem Verein nochmals ins Cup-Finale 1993, das mit 1:3 gegen den FC Wacker Innsbruck verloren ging. Poiger kam dabei nicht zum Einsatz. Am Saisonende folgte er daraufhin dem Ruf seines früheren Trainers Krankl, der in der Zwischenzeit beim damaligen Ligakonkurrenten VfB Mödling das Traineramt übernommen hatte.
Mödling avancierte daraufhin zur Überraschung der Saison und schaffte als Abstiegskandidat gehandelt, mit Tabellenrang sechs, punktegleich mit Rapid, die beste Platzierung in der Historie des Vereins. Poiger bildete gemeinsam mit den ebenfalls aus Hütteldorf geholten Gager und Resch vor Abwehrchef Janusz Nawrocki die Defensive, die einen wichtigen Bestandteil des Erfolgs ausmachte. Poiger durchlebte seine stärkste Profispielzeit und entwickelte sich mit sechs Saisontoren, darunter das Siegtor zum 3:2-Heimsieg gegen den zukünftigen Meister Casino Salzburg, zum torgefährlichsten Abwehrspieler der Liga.
Krankl übernahm daraufhin das Traineramt beim FC Tirol Innsbruck, wohin ihm Poiger als sein Wunschspieler folgte. Beim FC Tirol hatte zuvor der später wegen Veruntreuung verurteilte Klaus Mair das Präsidentenamt übernommen und die, für damalige österreichische Verhältnisse utopische Summe von 20 Millionen Schilling, für eine neue Mannschaft bereitgestellt. Krankl konnte sich dadurch eine Mannschaft nach seinen Wünschen zusammenkaufen und holte neben Poiger auch die designierten Starspieler Harald Cerny, Peter Stöger, Manfred Schwabl, Roman Mählich und den senegalesischen Konterstürmer Souleymane Sané. Bis zur Winterpause war die von den österreichischen Medien als "Dream-Team" bezeichnete Mannschaft auch das Maß aller Dinge in Österreich und erlangte in überlegener Manier den Herbstmeistertitel. Nachdem jedoch nach der Verhaftung von Präsident Mair immer mehr Details zum Finanzskandal um den Verein bekannt wurden und dieser dann auch noch vor der Auflösung stand, kam es im Frühjahr zu einem Totalabsturz. Die Mannschaft bot zum Teil inferiore Leistungen und verlor fast alle wichtigen Spiele gegen ihre Konkurrenten und rutschte zum Saisonende bis auf den fünften Tabellenrang ab. Poigers Leistungen verliefen simultan zum Saisonverlauf. Zwar war er über die gesamte Spielzeit Stammspieler, nach starken Leistungen zu Saisonbeginn baute er aber wie die ganze Mannschaft in der Rückrunde stark ab.
Zum Saisonende verließ Poiger den insolventen Verein wieder und wechselte zum zwischenzeitlich in die Zweite Division abgestiegenen VfB Mödling. Nachdem der Verein zur Winterpause den angestrebten Wiederaufstieg zu verpassen schien, kehrte auch Krankl als Trainer zurück, um den Erfolgslauf aus der obersten Liga zurückzubringen. Der Verein verfehlte jedoch mit 22 Punkten Rückstand auf den Meister FC Linz klar das Ziel und belegte lediglich den enttäuschenden vierten Tabellenrang. Einzig Poiger spielte eine überragende Saison und krönte sich mit neun Saisontoren als Abwehrspieler zum besten Torschützen seines Vereins. Als Konsequenz verordnete Präsident Hans-Werner Weiss dem Verein einen drastischen Sparkurs, der den Abgang fast aller Leistungsträgern wie Eric Orie, Volker Piesczek, Carsten Bjerregaard und Marcel Oerlemans, zur Folge hatte. Poiger fand sich daraufhin als einer der wenigen verbliebenen Routiniers die gesamte Saison im unteren Bereich der Tabelle wieder und verließ den Verein zum Saisonende nach der Fusion des Vereins mit dem Lokalrivalen FC Admira/Wacker und wechselte ligaintern zum SV Stockerau.
Mit den chronisch finanzschwachen Niederösterreichern hielt er in Folge zwei Jahre lang die Klasse und blieb dem Verein auch nach dem Abstieg in die Regionalliga Ost zur Spielzeit 1999/00 treu. Im Frühjahr 2001 wechselte er, nachdem Stockerau die Insolvenz angemeldet hatte, ligaintern zurück nach Wien zum FC Stadlau. Bei den Donaustädtern konnte er als Libero sofort die Abwehr stabilisieren und galt als einer der Garanten für den Klassenerhalt. Als er zum Ende der Hinrunde 2001 während der 6:0-Auswärtsniederlage gegen den ASK Kottingbrunn, beim Stand von 4:0, gegen den Willen des damaligen Stadlau Trainers Walter Streif seine Auswechslung erzwang, kam es zu einem Zerwürfnis mit der Vereinsführung. Als Konsequenz verließ er Stadlau in zur Winterpause und kehrte zu den, inzwischen in die niederösterreichische Landesliga abgestiegenen, Stockerauern zurück, wo er 2005 seine aktive Karriere beendete.

## Nationalmannschaft
Nach starken Leistungen für den Rapid Wien wurde Poiger vom frischbestellten Teamchef Alfred Riedl für das Europameisterschaftsqualifikationsspiel gegen Nordirland in den Teamkader einberufen. Riedl hatte zuvor eine völlig verunsicherte Mannschaft übernommen, die nach der historischen 0:1-Niederlage in Landskrona gegen die Färöer und einem inferioren 4:1 im Auswärtsspiel gegen Jugoslawien, massiv in die öffentliche Kritik geraten war. Um Schadensbegrenzung zu betreiben, setzte er nun im Heimspiel gegen Nordirland auf eine stark defensivorientierte Taktik und brachte mit Poiger einen Debütanten als Manndecker. Da Nordirland jedoch ebenfalls stark defensiv agierte und lediglich eine Sturmspitze aufbot, hatte Poiger de facto keinen Gegenspieler, dafür jedoch viele Freiräume, die er aber nicht nutzen konnte. Das Spiel endete 0:0, Poiger war vor allem durch einige Fehlpässe aufgefallen und wurde in Folge nicht mehr in den Teamkader einberufen.

## Erfolge
- 3 × Österreichischer Cupfinalist: 1990, 1991, 1993
- 2 × Intertotocup-Sieger: 1992, 1993